# Nyponfluga
Nyponfluga (Rhagoletis alternata) är en tvåvingeart som först beskrevs av Fallen 1814.  Nyponfluga ingår i släktet Rhagoletis och familjen borrflugor. Arten är reproducerande i Sverige. Inga underarter finns listade i Catalogue of Life.